# Kepler-52c
Kepler-52c é um dos pelo menos três planetas extrassolares que orbita em torno de Kepler-52, uma estrela que está localizada a cerca de 1162 anos-luz (356 pc) de distância a partir da Terra, na constelação de Draco. Ele tem um raio de 1,71 ± 0,08 raio terrestre. Foi descoberto pelo método de trânsito, quando o efeito de escurecimento que faz um planeta como ele quando cruza em frente da sua estrela é medido, em 2012. Este planeta foi descoberto pelo telescópio espacial Kepler usando o método de trânsito, quando o efeito de escurecimento que faz um planeta como ele quando cruza em frente da sua estrela é medido. Foi confirmado através de uma nova análise de estatística conduzida por uma equipe do Centro de Pesquisa Ames da NASA que validou a existência do planeta com mais de 99 por cento de confiança. Embora muitos parâmetros de Kepler-52c ainda são desconhecidos, é altamente improvável que o objeto seja um falsa positivo.